# Sinfonía n.º 5 (Chaikovski)

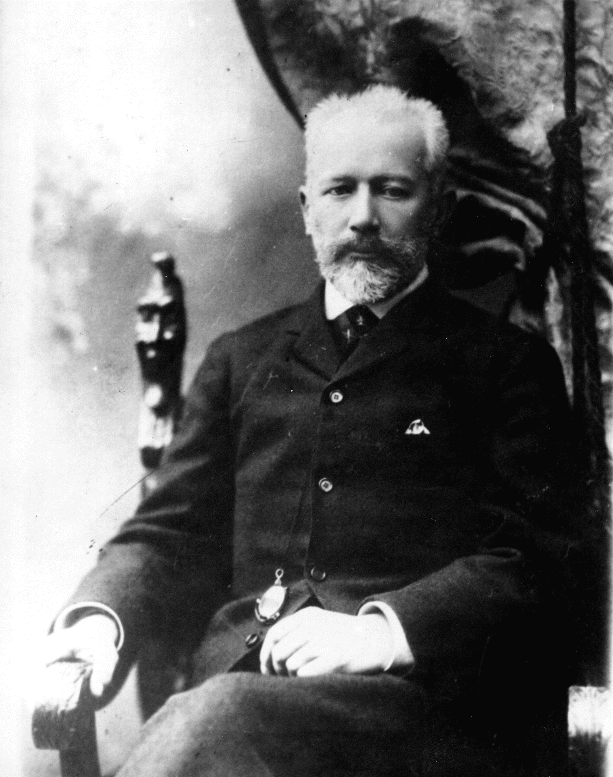
Chaikovski por Franciszek de Mezer (1890)

La Sinfonía n.º 5 en mi menor, Op. 64 fue compuesta por Piotr Ilich Chaikovski entre mayo y agosto de 1888. Se estrenó el 6 de noviembre de ese año en San Petersburgo bajo la batuta del propio compositor. 

## Historia

### Contexto
La vida de compositor para Chaikovski estuvo plagada de escollos y éxitos. Hombre muy golpeado por problemas de dinero y autoestima, tuvo que afrontar largos periodos de soledad y baja producción musical, seguidos de breves pero intensos periodos de éxito y reconocimiento musical. La llegada de la quinta sinfonía sigue a un período bastante fructífero para el compositor. Encontramos en él varias de sus obras de gran importancia como la Sinfonía n.º 4 en fa menor (1877), la ópera Eugene Onegin (1878), el Concierto para violín en re mayor (1878), y muchas otras. Desafortunadamente, un matrimonio desastroso con una joven estudiante del Conservatorio de Moscú, Antonina Miliukova, lo llevó al divorcio y al borde del suicidio. Esto se tradujo en un declive en su actividad musical.

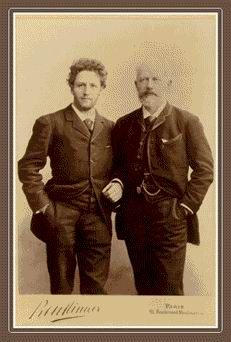
Brandukov y Chaikovski en 1888

Fue solo a partir de 1888 que comenzó a escribir de nuevo. Durante los tres años anteriores, había perdido el deseo de escribir y pensó que había perdido sus habilidades. El 27 de mayo de 1888, comenzó a compilar extractos y finalmente completó la sinfonía en seis semanas. Trabajó ignorando la enfermedad, la debilidad y superó su falta de confianza en sí mismo. Quería demostrarle al mundo que todavía tenía inspiración para componer grandes obras. Sin embargo, el estreno en San Petersburgo le dio al compositor la impresión de que el público lo aplaudía solo por sus obras anteriores y no por la Quinta Sinfonía en sí. En retrospectiva, Chaikovski encontró su cuarta sinfonía más verdadera y más profunda musicalmente que la quinta, que encontró falsa y llena de sentimientos superficiales. Según él, esto último no correspondía a sus ambiciones musicales. Sí, tenía como tema el hombre contra su destino así como la búsqueda de su definición, sin embargo sentía que la verdadera definición del destino del hombre aún se le escapaba. Fue solo después de una interpretación en Hamburgo en 1889, a la que asistió Brahms, que Chaikovski tuvo más aprecio por esta obra.

### Composición

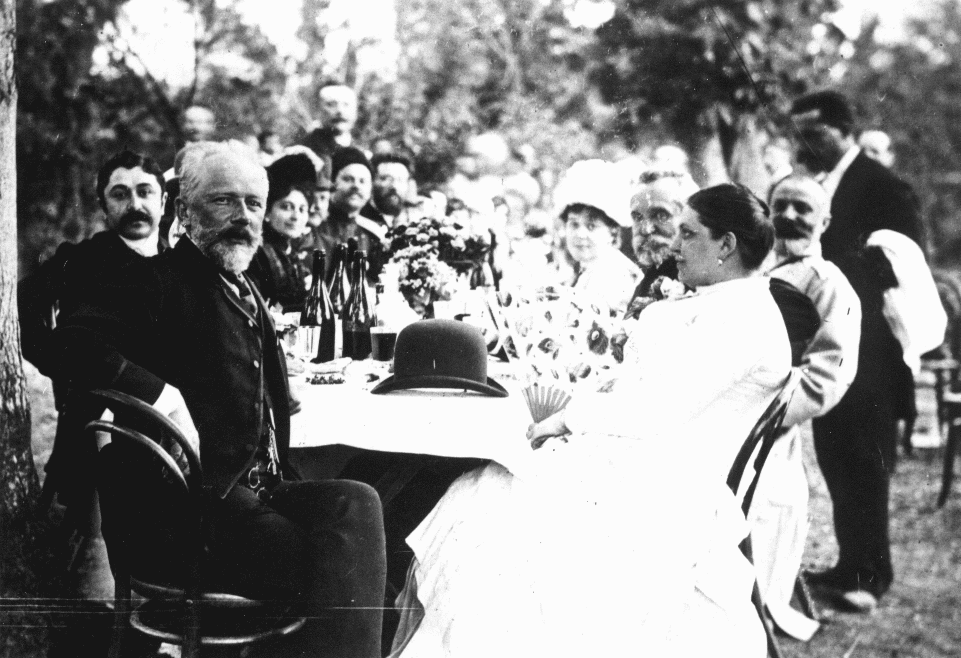
Chaikovski en los jardines de Ortachala, Tbilisi (1889)

En una de sus hojas de bocetos, el compositor detalla la estructura de su futura sinfonía:
“Introducción: Sumisión total al destino o, lo que es lo mismo, a la ineludible predestinación de la Providencia. Allegro: I. Murmullos, dudas, quejas, reproches a... II. ¿No es mejor lanzarse de cabeza a la fe? El programa es excelente, siempre que logre llevarlo a cabo."
Una vez que se completó la sinfonía, Chaikovski quedó bastante satisfecho con ella. La primera presentación tuvo lugar en San Petersburgo el 17 de noviembre de 1888 bajo la dirección del propio compositor. La acogida del público fue favorable, pero la prensa no compartió en absoluto este entusiasmo, tanto que el propio Chaikovski, como era habitual en él, llegó a dudar de la calidad de la partitura (“demasiado confusa, demasiado compacta, carente de sinceridad…” escribe en una carta a su benefactora, Nadezhda von Meck). Afortunadamente, durante una interpretación en Hamburgo en 1889, la sinfonía finalmente disfrutó del inmenso éxito que se merece. Hoy es una de las obras más populares de Chaikovski.
La quinta sinfonía es la única de las seis sinfonías de Chaikovski que tiene un tema cíclico recurrente en cada uno de los cuatro movimientos, que simboliza la "providencia".
Esta sinfonía está dedicada a Johann Theodor Avé-Lallemant, y su interpretación tiene una duración aproximada de 48 minutos.
Esta obra está íntimamente relacionada con el poema sinfónico Hamlet, ya que ambas obras fueron compuestas simultáneamente.

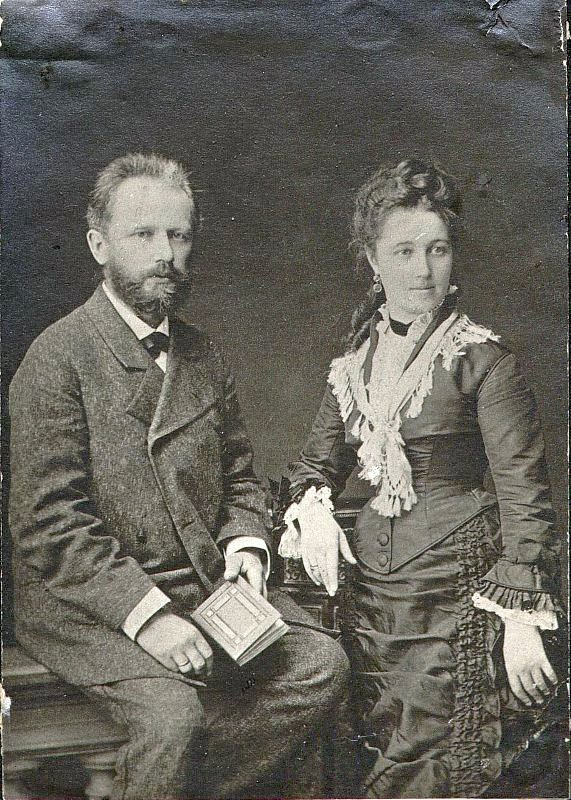
Chaikovski con su esposa Antonina Miliukova

## Estructura y análisis
La sinfonía consta de cuatro movimientos:
- I. Andante - Scherzo: Allegro con anima, en mi menor
- II. Andante cantabile, con alcuna licenza, en re mayor
- III. Valse: Allegro moderato con patrioso, en la mayor
- IV. Andante maestoso - Allegro vivace - Molto meno mosso, en mi mayor → mi menor → mi mayor

La interpretación de la obra dura aproximadamente 46 minutos.

## Discografía selecta
- Yevgueni Mravinski, Orquesta Filarmónica de Leningrado (Deutsche Grammophon, 1960)
- Leonard Bernstein, Orquesta Filarmónica de Nueva York (CBS, 1960)
- Ígor Markévich, Orquesta Sinfónica de Londres (Philips, 1966)
- Mariss Jansons, Orquesta Filarmónica de Oslo (Chandos, 1986)
- Valeri Guérguiyev, Orquesta Filarmónica de Viena (Philips, 1998)
- Vladímir Yúrovski, Orquesta Filarmónica de Londres (LPO, 2012)
- Manfred Honeck, Hr-Sinfonieorchester (Youtube, 2018)
- Semión Bychkov, Orquesta Real del Concertgebouw (Youtube, 2020)